# Torneo femenino de rugby 7 en los Juegos de la Mancomunidad de 2018
El torneo femenino de rugby 7 en los Juegos de la Mancomunidad de 2018, fue la sexta vez en que el rugby 7 se hizo presente en los juegos, y la primera ocasión en que se disputó en formato femenino.
Se disputó en el Robina Stadium de Gold Coast, Queensland, Australia.

## Desarrollo

### Grupo A
| Pos. | Equipo        | Encuentros | Encuentros | Encuentros | Encuentros | Tantos  | Tantos    | Tantos     | Puntos |
| Pos. | Equipo        | jugados    | ganados    | empatados  | perdidos   | a favor | en contra | diferencia | Puntos |
| ---- | ------------- | ---------- | ---------- | ---------- | ---------- | ------- | --------- | ---------- | ------ |
| 1    | Nueva Zelanda | 3          | 3          | 0          | 0          | 110     | 7         | 103        | 9      |
| 2    | Canadá        | 3          | 2          | 0          | 1          | 60      | 36        | 24         | 7      |
| 3    | Kenia         | 3          | 1          | 0          | 2          | 31      | 79        | -48        | 5      |
| 4    | Sudáfrica     | 3          | 0          | 0          | 3          | 10      | 89        | -79        | 3      |

#### Resultados
| 13 de abril | Canadá | 29 - 0 | Sudáfrica |  |  |

| 13 de abril | Nueva Zelanda | 45 - 0 | Kenia |  |  |

| 13 de abril | Canadá | 24 - 12 | Kenia |  |  |

| 13 de abril | Nueva Zelanda | 41 - 0 | Sudáfrica |  |  |

| 14 de abril | Sudáfrica | 10 - 19 | Kenia |  |  |

| 14 de abril | Nueva Zelanda | 24 - 7 | Canadá |  |  |

### Grupo B
| Pos. | Equipo     | Encuentros | Encuentros | Encuentros | Encuentros | Tantos  | Tantos    | Tantos     | Puntos |
| Pos. | Equipo     | jugados    | ganados    | empatados  | perdidos   | a favor | en contra | diferencia | Puntos |
| ---- | ---------- | ---------- | ---------- | ---------- | ---------- | ------- | --------- | ---------- | ------ |
| 1    | Australia  | 3          | 3          | 0          | 0          | 80      | 27        | 53         | 9      |
| 2    | Inglaterra | 3          | 2          | 0          | 1          | 74      | 34        | 40         | 7      |
| 3    | Fiyi       | 3          | 1          | 0          | 2          | 44      | 41        | 3          | 5      |
| 4    | Gales      | 3          | 0          | 0          | 3          | 12      | 108       | -96        | 3      |

#### Resultados
| 13 de abril | Fiyi | 5 - 17 | Inglaterra |  |  |

| 13 de abril | Australia | 34 - 5 | Gales |  |  |

| 13 de abril | Fiyi | 29 - 7 | Gales |  |  |

| 13 de abril | Australia | 29 - 12 | Inglaterra |  |  |

| 14 de abril | Inglaterra | 45 - 0 | Gales |  |  |

| 14 de abril | Australia | 17 - 10 | Fiyi |  |  |

## Fase final

#### Definición 5° al 8° puesto
|  | Semifinal | Semifinal | Semifinal |       |      | 5° puesto | 5° puesto | 5° puesto |  |
|  |           |           |           |       |      |           |           |           |  |
|  |           |           |           |       |      |           |           |           |  |
|  | Sudáfrica | Sudáfrica | 12        |       |      |           |           |           |  |
|  | Sudáfrica | Sudáfrica | 12        |       |      |           |           |           |  |
|  | Fiyi      | Fiyi      | 40        |       |      |           |           |           |  |
|  | Fiyi      | Fiyi      | 40        |       | Fiyi | Fiyi      | 40        |           |  |
|  |           |           |           |       | Fiyi | Fiyi      | 40        |           |  |
|  |           |           | Kenia     | Kenia | 5    |           |           |           |  |
|  | Gales     | Gales     | Kenia     | Kenia | 5    | 12        |           |           |  |
|  | Gales     | Gales     |           |       |      | 12        |           |           |  |
|  | Kenia     | Kenia     | 14        |       |      | 7° puesto | 7° puesto | 7° puesto |  |
|  | Kenia     | Kenia     | 14        |       |      | 7° puesto | 7° puesto | 7° puesto |  |
|  |           |           |           |       |      |           |           |           |  |
|  |           |           |           |       |      | Sudáfrica | Sudáfrica | 14        |  |
|  |           |           |           |       |      | Sudáfrica | Sudáfrica | 14        |  |
|  |           |           |           |       |      | Gales     | Gales     | 19        |  |
|  |           |           |           |       |      | Gales     | Gales     | 19        |  |
|  |           |           |           |       |      |           |           |           |  |

#### Medalla de oro
|  | Semifinal     | Semifinal     | Semifinal     |               |           | Final de oro    | Final de oro    | Final de oro    |  |
|  |               |               |               |               |           |                 |                 |                 |  |
|  |               |               |               |               |           |                 |                 |                 |  |
|  | Canadá        | Canadá        | 7             |               |           |                 |                 |                 |  |
|  | Canadá        | Canadá        | 7             |               |           |                 |                 |                 |  |
|  | Australia     | Australia     | 33            |               |           |                 |                 |                 |  |
|  | Australia     | Australia     | 33            |               | Australia | Australia       | 12              |                 |  |
|  |               |               |               |               | Australia | Australia       | 12              |                 |  |
|  |               |               | Nueva Zelanda | Nueva Zelanda | 17        |                 |                 |                 |  |
|  | Inglaterra    | Inglaterra    | Nueva Zelanda | Nueva Zelanda | 17        | 5               |                 |                 |  |
|  | Inglaterra    | Inglaterra    |               |               |           | 5               |                 |                 |  |
|  | Nueva Zelanda | Nueva Zelanda | 26            |               |           | Final de bronce | Final de bronce | Final de bronce |  |
|  | Nueva Zelanda | Nueva Zelanda | 26            |               |           | Final de bronce | Final de bronce | Final de bronce |  |
|  |               |               |               |               |           |                 |                 |                 |  |
|  |               |               |               |               |           | Canadá          | Canadá          | 19              |  |
|  |               |               |               |               |           | Canadá          | Canadá          | 19              |  |
|  |               |               |               |               |           | Inglaterra      | Inglaterra      | 24              |  |
|  |               |               |               |               |           | Inglaterra      | Inglaterra      | 24              |  |
|  |               |               |               |               |           |                 |                 |                 |  |

### Medallero
| Evento | Oro           | Plata     | Bronce     |
| ------ | ------------- | --------- | ---------- |
|        | Nueva Zelanda | Australia | Inglaterra |